# 24198 Xiaomengzeng
24198 Xiaomengzeng là một tiểu hành tinh vành đai chính với chu kỳ quỹ đạo là 1613.8905769 ngày (4.42 năm).
Nó được phát hiện ngày 6 tháng 12 năm 1999.